# Wilhelm Ide (Landrat)
Wilhelm Justus „Willy“ Ide (* 23. August 1878 in Stettin; † 22. Juni 1948 in Aurich) war ein preußischer Verwaltungsjurist und Landrat.

## Leben
Ide begann 1900 am OLG Stettin als Gerichtsreferendar und war 1902 als Regierungsreferendar in Köslin tätig. 1905 arbeitete er als Regierungsassessor als Hilfsarbeiter beim Landrat in Mayen und ab 1907 in Bromberg. 1912 wurde Ide zum Landrat im Kreis Mogilno, Provinz Posen, ernannt. 1919 erfolgte sein Wechsel zur Regierung in Arnsberg und dann die Betätigung bei der Bromberger Regierung nach Schneidemühl. 1920 wurde Ide zum Landrat im Landkreis Erfurt, Provinz Sachsen ernannt. 1932 erfolgt ein Wechsel auf den gleichen Posten im Kreis Weißensee derselben Provinz. Aber schon im selben Jahr wechselte Ide in den Kreis Steinburg, Provinz Schleswig-Holstein, wo er bis 1936 wirkte. 1936 bekleidete er vertretungsweise den Posten des Vizepräsidenten des Regierungsbezirkes Aurich.
Ide war Parteimitglied der Deutschkonservativen Partei (DkP) und später der Deutschnationalen Volkspartei (DNVP).